# Mykonos
Mykonos (griechisch Μύκονος [ˈmikɔnɔs] (f. sg.)) ist eine Insel der Kykladen im Ägäischen Meer. Mit Delos, der unbewohnten Insel Rinia und einigen kleinen Eilanden bildet sie eine Gemeinde und zugleich den Regionalbezirk Mykonos (Περιφερειακή Ενότητα Μυκόνου Periferiakí Enótita Mykónou). Er entsendet zwei Abgeordnete in den Regionalrat der Region Südliche Ägäis. Die Insel hat eine Fläche von 86,125 km². Bewohnt wird sie von 10.134 Einwohnern. Die Hauptstadt der Insel – die Chora – heißt ebenfalls Mykonos. Die Insel zählt zu den populärsten griechischen Inseln mit Massentourismus.

## Lage

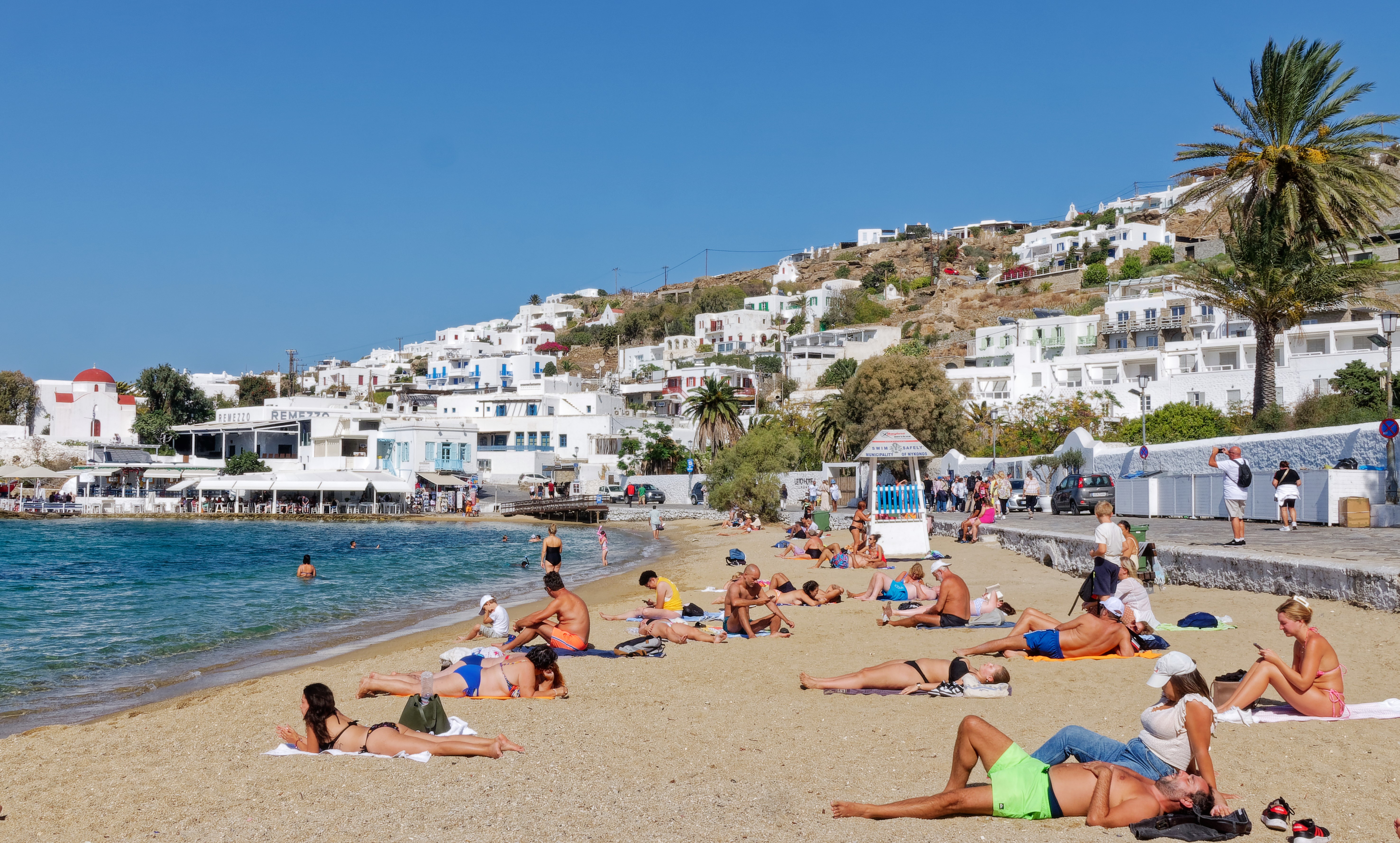
Badestrand in Mykonos

Mykonos ist eine griechische Insel in der Ägäis. Sie liegt (mit einer leichten Abweichung nach Süden) etwa 160 km östlich von Athen.
Nachbarinseln von Mykonos sind Delos im Westen, Tinos im Norden und Naxos im Süden.

## Gemeindegliederung
Die Gemeinde Mykonos ist in zwei Stadtbezirke mit 20 Dörfern, Siedlungen und Inseln untergliedert.
| Stadtbezirk | griechischer Name            | Code     | Fläche (km²) | Einwohner 2001 | Einwohner 2011 | Dörfer und Inseln |
| ----------- | ---------------------------- | -------- | ------------ | -------------- | -------------- | --- |
| Mykonos     | Δημοτική Κοινότητα Μυκονίων  | 66010001 | 64,168       | 7929           | 8397           | Mykonos, Agios Ioannis Diakoftis, Agios Stefanos, Dilos, Kavouras, Klouvas, Krommydi, Marmaronisi, Baos, Ornos; Platys Gialos, Plindri, Rinia, Sfondili, Tourlos, Faros Armenistis, Psarrou |
| Ano Mera    | Δημοτική Κοινότητα Άνω Μεράς | 66010002 | 41,625       | 1391           | 1737           | Ano Mera, Kalafati, Ktapodia, Tragonisi |
| Gesamt      | Gesamt                       | 6601     | 105,793      | 9.320          | 10.134         | |

## Geschichte

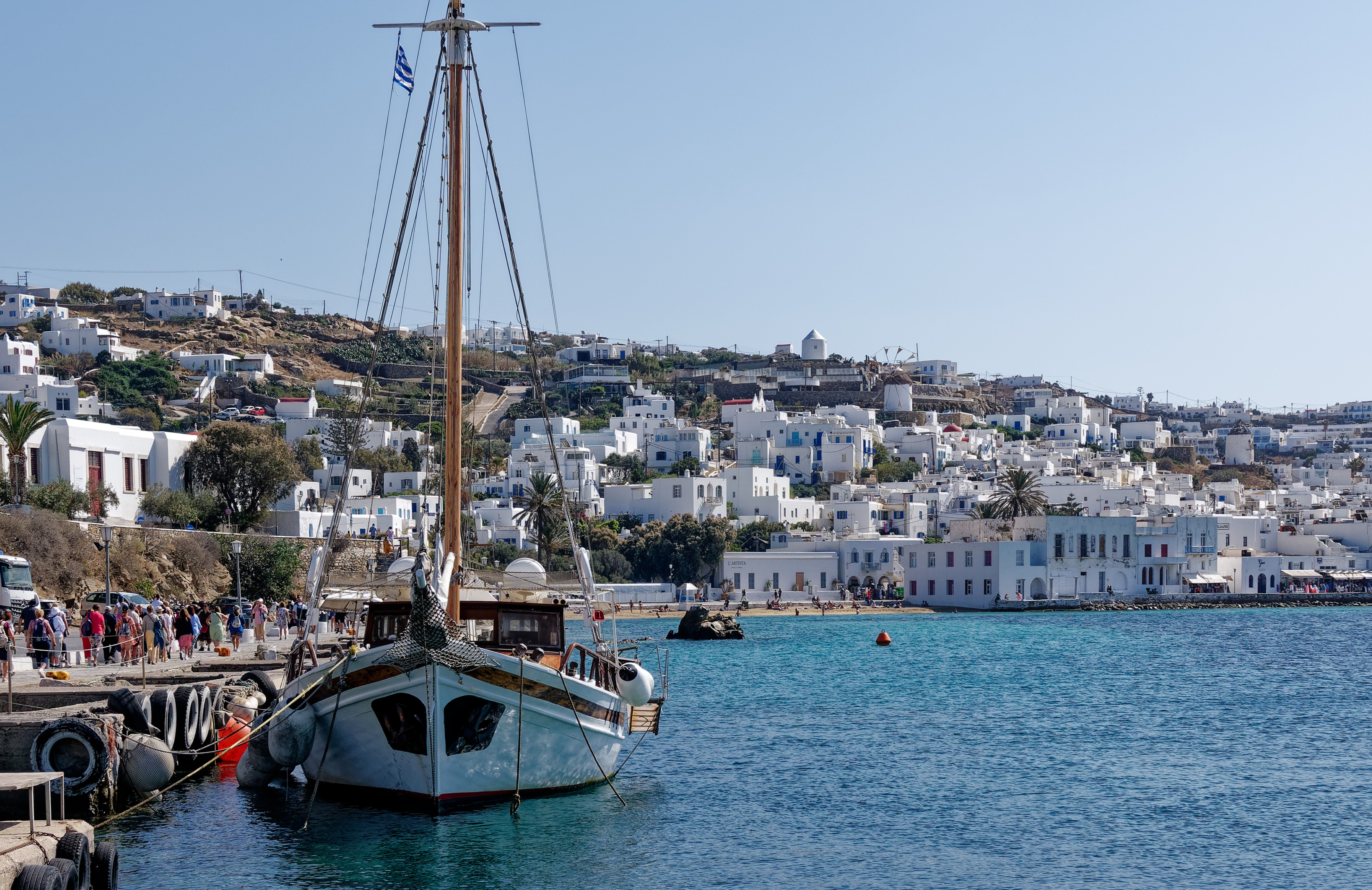
Altstadt von Mykonos

Einer Sage nach besiegte Herakles Riesen, die er ins Meer warf. Als sie zu Stein erstarrten, entstand die Insel Mykonos. Benannt wurde die Insel nach Apollos Enkel Mykonos.
In der Antike war die nur zwei Kilometer entfernte Nachbarinsel Delos ein bedeutendes kulturelles und religiöses Zentrum. Überlieferungen zufolge war es dort verboten, geboren zu werden oder zu sterben. Deshalb liegt die Vermutung nahe, dass viele Menschen zwischen den beiden Inseln hin- und herreisten.
Während dieser Zeit wurde die Kultur der Insel auch durch andere Völker und deren Traditionen beeinflusst. 1207 kam die Insel, wie die meisten Kykladen, unter die Herrschaft der Ghizzi-Dynastie. Deren letzter Herrscher, Georgios Ghizzi, übergab die Insel 100 Jahre später der Republik Venedig. 
1537 wurde Mykonos, wie viele andere Kykladen-Inseln, osmanisch. Im Unabhängigkeitskrieg trug sie, sowohl finanziell als auch rüstungstechnisch gesehen, stark zur Befreiung im Jahr 1830 bei. Bis sich die Wirtschaft von diesen schwerwiegenden Ereignissen wieder erholt hatte, dauerte es einige Jahrzehnte. In den Zwischenkriegsjahren setzte der Tourismus ein, der die Insel heute noch wirtschaftlich versorgt.

## Wirtschaft

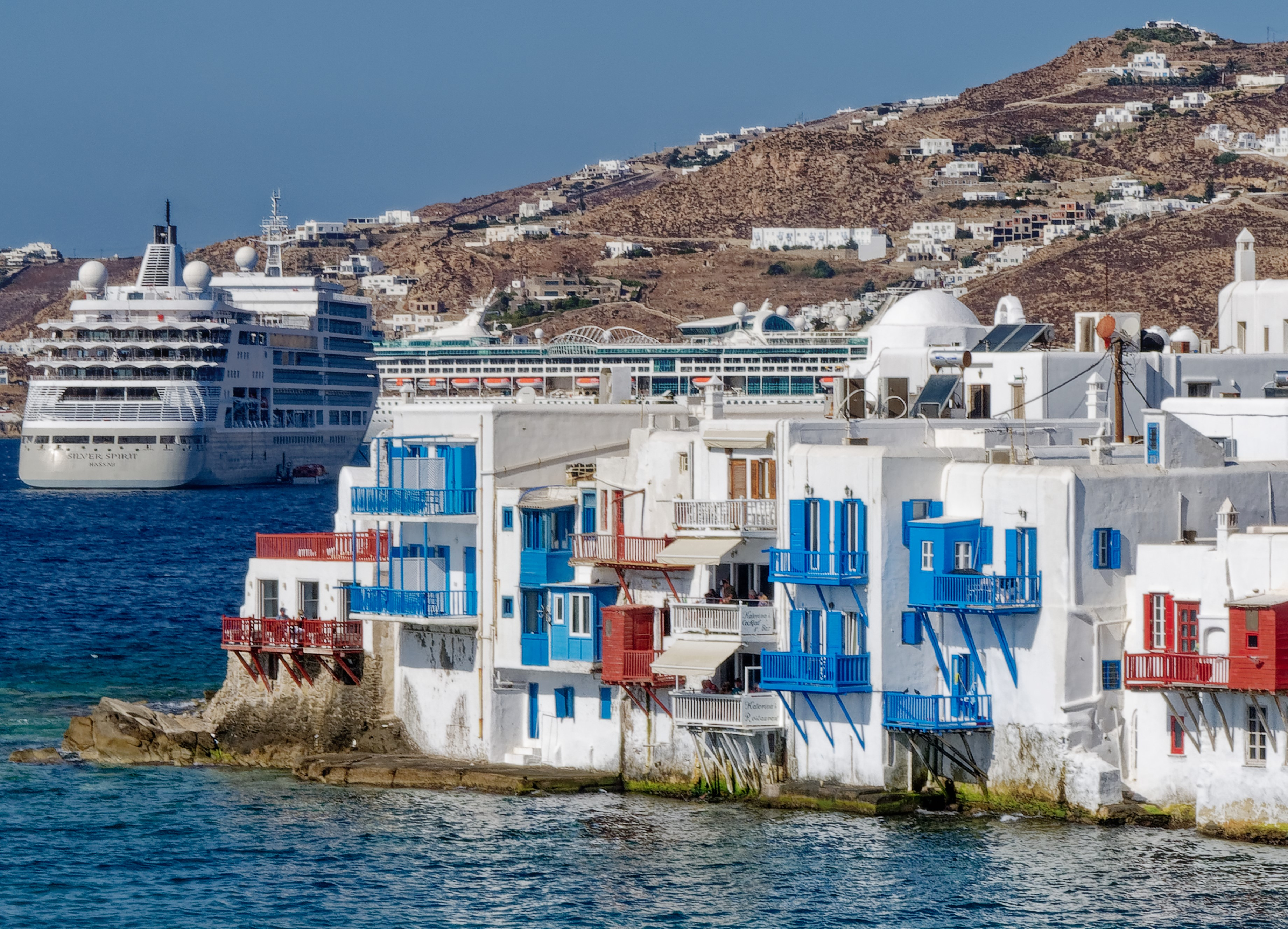
Kreuzfahrtschiff im Hafen Tourlos, dem neuen Hafen von Mykonos

Die Insel ist seit den 1960er Jahren ein bekanntes und beliebtes Tourismusziel für Homosexuelle. Große Reiseunternehmen wie beispielsweise Neckermann werben mit Hotels für Schwule und Lesben. Einer der beliebtesten Strände bei Schwulen wurde auch Namensgeber für den Ralf-König-Comic Super-Paradise.
Mykonos wird durch eine gute Fährverbindung mit Piräus, Rafina, Iraklio (Kreta), Santorin, Ios, Paros, Naxos, Skiathos, Syros, Thessaloniki und Tinos verbunden. Der Flughafen Mykonos wird unter anderem vom Flughafen Athen (Eleftherios Venizelos), Flughafen Amsterdam, Flughafen Berlin-Schönefeld, Flughafen Brüssel-Zaventem, Flughafen Düsseldorf, Flughafen Köln/Bonn, Flughafen Nürnberg, Flughafen Stuttgart, Flughafen Wien, Flughafen München und Flughafen Zürich angeflogen. Damit gehört Mykonos zu den am besten erreichbaren Inseln der Kykladen.
Für Fähren und Kreuzfahrtschiffe wurde ca. 2 km nördlich der Hauptstadt vor Tourlos der Neue Hafen gebaut. Zwei Kreuzfahrtschiffe können an der Mole anlegen, weitere Kreuzfahrtschiffe müssen vor der Küste ankern.
Die KTEL Mykonos bietet insbesondere in der Saison viele Busverbindungen an. Endpunkte der Linien sind entweder der Hafen von Mykonos-Chora (alter Hafen) oder Fabryka im Süden des Ortes.

## Sehenswürdigkeiten

### Museen

#### Archäologisches Museum von Mykonos
Das Museum wurde 1902 in der Nähe des Hafens von Mykonos-Stadt erbaut, um dort Funde aus der Nekropolis (Totenstadt) Delos’ auszustellen. Das Bauvorhaben wurde vom Ministerium für Erziehung und Archäologie in Athen finanziert. Heute stellt das Museum folgende Funde aus:
- Keramik vom 25. bis zum 1. Jahrhundert v. Chr.
- Grabsteine, Tonstatuen, Schmuck und kleinere Gegenstände aus dem 2. und 1. Jahrhundert v. Chr.

Besonders zu beachten ist ein Reliefpithos aus dem 7. Jahrhundert v. Chr. mit der ältesten bekannten Abbildung des trojanischen Pferdes.

#### Volkskunde-Museum
Dieses wurde 1958 in einem Haus aus dem 18. Jahrhundert eingerichtet. Es befindet sich auf dem venezianischen Berg. Dort werden Alltags- und Gebrauchsgegenstände sowie Schiffsmodelle und Kanonen aus dem Krieg des 19. Jahrhunderts, also der Zeit während und nach der Revolution, ausgestellt. Außerdem wird anhand einer nachgestellten Küche und eines Schlafzimmers die Lebenssituation zu dieser Zeit vermittelt.

#### Ägäisches Schifffahrtsmuseum
Dieses Museum wurde nach zweijährigem Bau 1985 eröffnet, um die griechische Schifffahrtstradition und die Funktionsweise von Handelsschiffen nachzustellen. Das dazugehörige Kuratorium wurde von George M. Drakopulos geschaffen, der für die Gründung des Museums eine Athener Auszeichnung und den World Ship Trust’s Award für bedeutende Leistungen erhielt.

### Kirchen

#### Die Panagia-Paraportiani Kirche

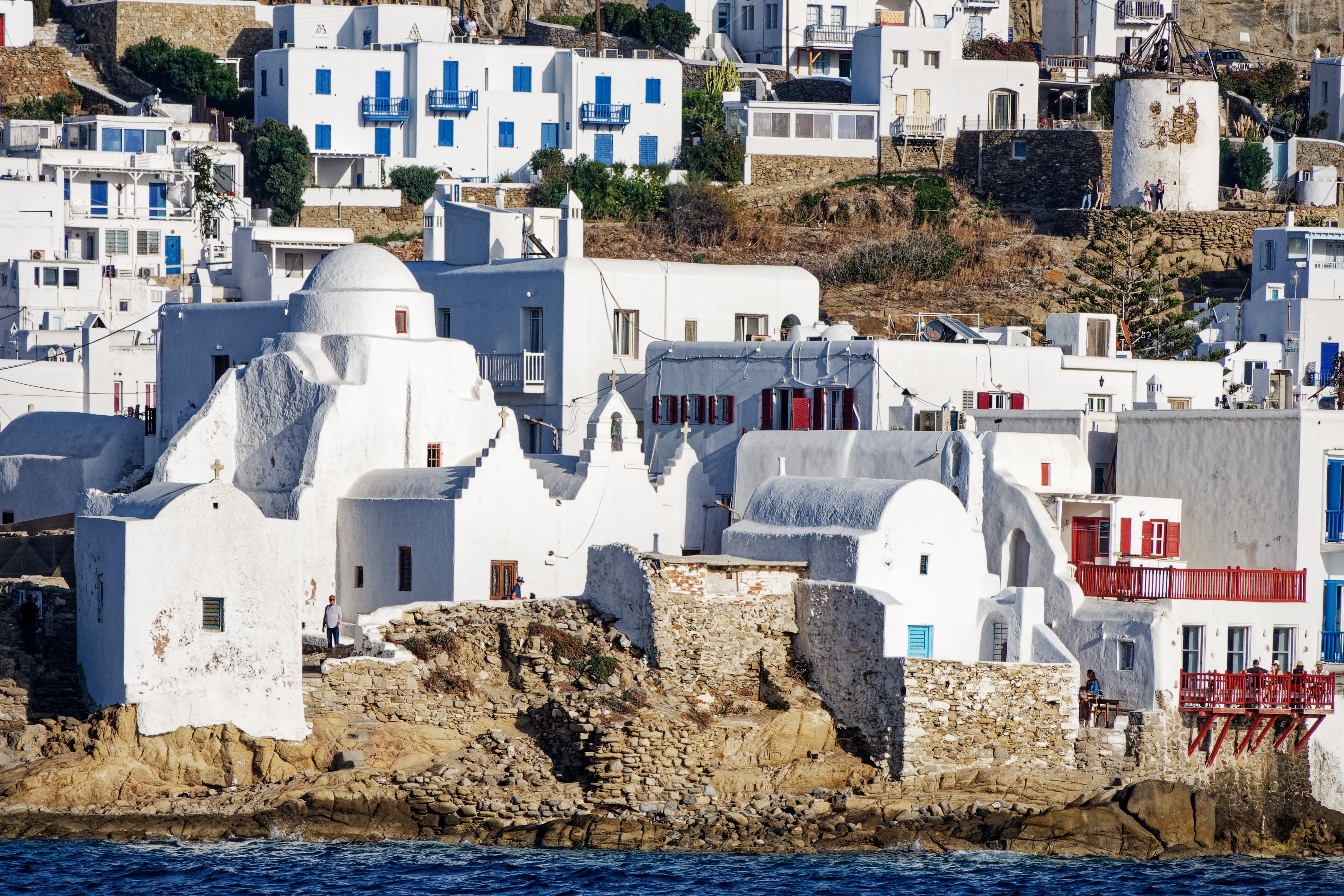
Panagia-Paraportani-Kirche

Diese einzigartige Marienkirche ist bekannt, weil sie aus fünf eigentlich eigenständigen weißen Kapellen besteht, die im Laufe der Zeit zu einem Komplex zusammengewachsen sind. Die erste Kapelle Agii Anargyri stammt aus dem Jahre 1425. Der entstandene Sakralbau ist ein sehr beliebtes Fotomotiv. Da die Kirche einsturzgefährdet ist, kann sie nicht von innen besichtigt werden.

#### Das Panagia-Turliani-Kloster
Dieses Kloster wurde 1542 mit dem Namen „Eisodia tis Panagias“ („Kirche der Erscheinung der Jungfrau Maria“) gegründet, um dort eine Ikone, die in der Region Turlos gefunden wurde, aufzubewahren und zu verehren. Am 15. August (Mariä Himmelfahrt) findet auf Mykonos ein Fest für die Inselheilige statt. Im Kloster gibt es auch ein kleines Museum, das Gewänder, Ikonen aus der byzantinischen Zeit und die ersten Kirchenglocken ausstellt.

### Architektur

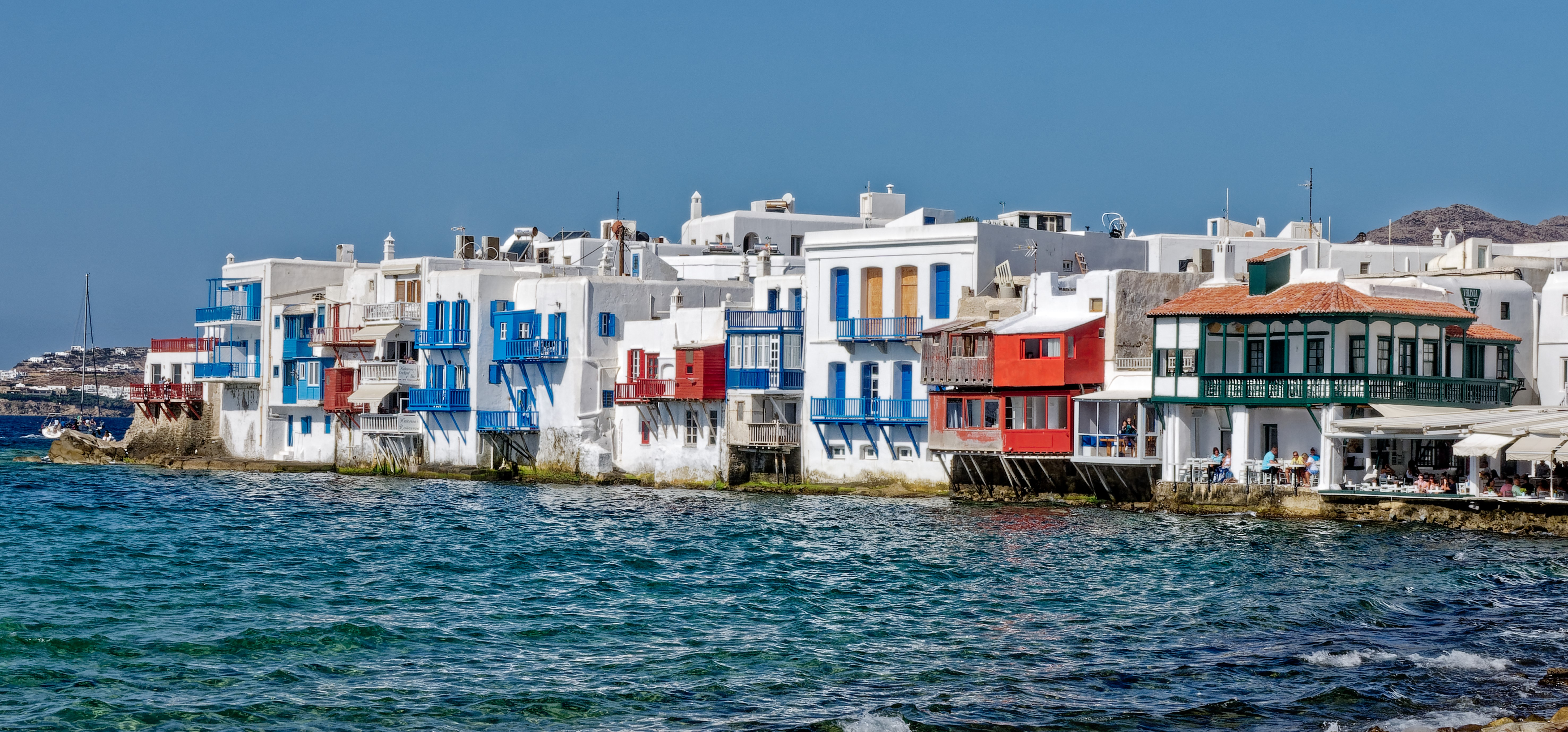
Klein-Venedig in Chora

In Mykonos-Stadt ist die für die Kykladen typische Architektur besonders gut zu sehen. Ihre Kennzeichen sind weiße Häuser mit Flachdächern, farbigen Holztüren und Fenstern sowie mit Blumen geschmückte Balkone, auffällig sind auch die steilen gepflasterten Straßen. Ausnahme bildet hier das Viertel Klein-Venedig, das ganz im venezianischen Stil an der Strandpromenade erbaut wurde.

### Kato Mili

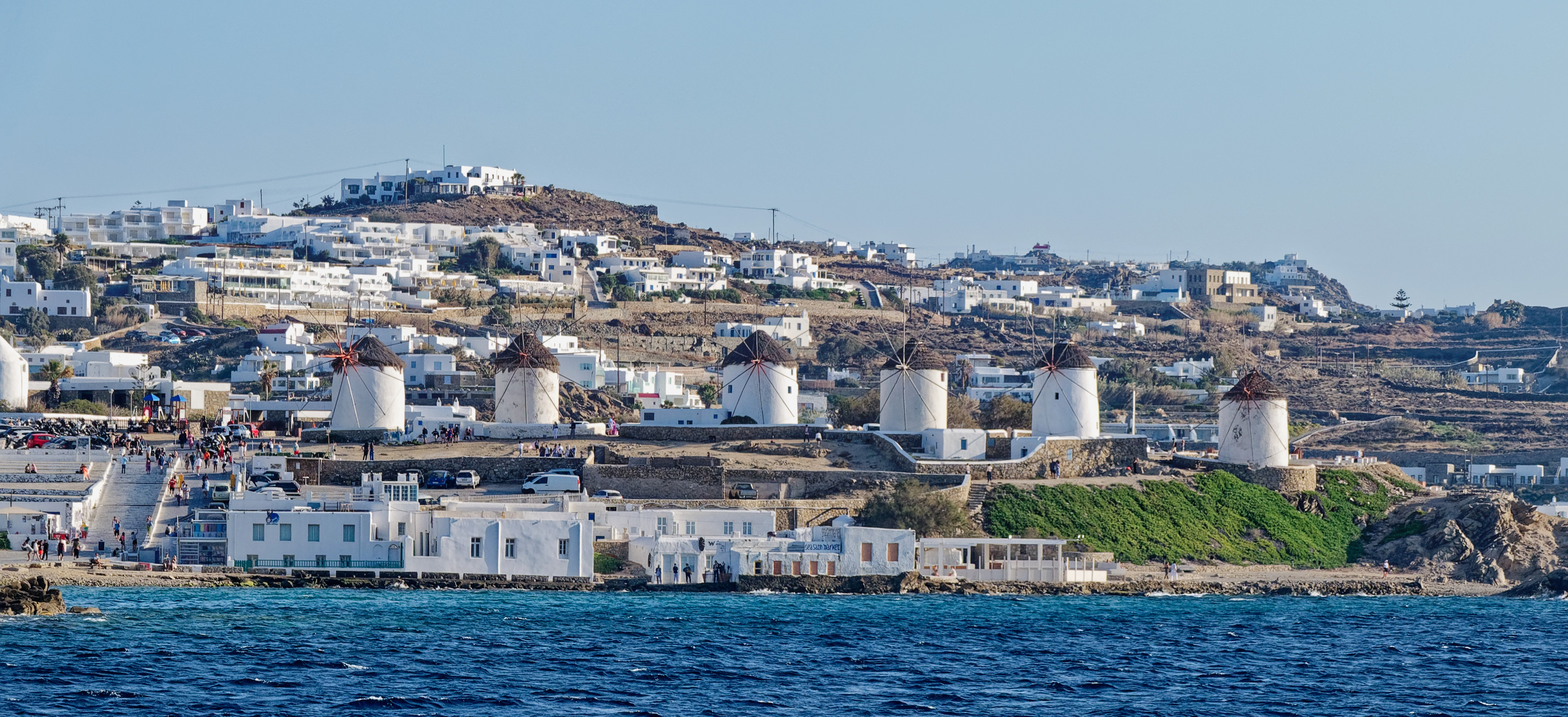
Die sechs renovierten Windmühlen am Rande von Mykonos-Stadt

Auf einer kleinen Landzunge am Rand von Mykonos-Stadt, genannt Ano Mili, befindet sich etwa 10 m über NN das Wahrzeichen der Insel, die Kato Mili. Zehn Windmühlen bearbeiteten hier früher das von der Umgebung herangelieferte Getreide. Sechs Mühlen sind noch erhalten, bei einer fehlten bislang Dach und Windrad. Durch Renovierungsarbeiten in den vergangenen Jahren kann man  auf sechs statt fünf Windmühlen blicken. In der Nähe befindet sich das landwirtschaftliche Museum, das unter anderem eine steinerne Weinpresse und einen Wasserspeicher ausstellt.

### Strände
Mykonos ist bekannt für die Party-Strände an der Südküste, darunter (von West nach Ost) Ornos, Platis Gialos, Paraga, Paradise, Super Paradise, Agrari und Elia. Zwischen ihnen existiert in der Saison ein regelmäßiger Kaikiverkehr, zwischen Platis Gialos und Paradise zudem ein Küstenwanderweg.

## Persönlichkeiten
- Mikis Theodorakis (1925–2021) und Nikos Kazantzakis (1883–1957) verbrachten auf Mykonos viel Zeit und ließen sich dort inspirieren.
- Cy Twombly (1928–2011), ein bedeutender Vertreter der zeitgenössischen US-amerikanischen Malerei, lebte von 1961 bis 1963 auf der Insel und setzte dort die Mythologie in seine Bilder um.
- Jacqueline Kennedy Onassis (1929–1994) gehörte ebenfalls zu den frühen Fans von Mykonos.
- Petros (Pelikan) war für viele Jahre das Maskottchen der Insel.
- Thomas Fritsch (1944–2021), deutscher Schauspieler, hatte ein Haus auf Mykonos und lebte abwechselnd dort und in München.
- Christian Ude (* 1947), ehemaliger Oberbürgermeister von München, ist seit 2001 Ehrenbürger der Insel.[5]